# Crasna (gmina w okręgu Gorj)
Crasna – gmina w Rumunii, w okręgu Gorj. Obejmuje miejscowości Aninișu din Deal, Aninișu din Vale, Buzești, Cărpiniș, Crasna, Crasna din Deal, Drăgoiești, Dumbrăveni i Radoși. W 2011 roku liczyła 5133 mieszkańców.